# Castillo de Priego de Córdoba
El castillo de Priego de Córdoba es una fortaleza ubicada en Priego de Córdoba, en Andalucía, España. Su origen se remonta a la época islámica de al-Ándalus, aunque la mayor parte conservada corresponde a la reconstrucción acontecida durante los siglos XIII y XIV. Su estructura y aspecto austero corresponde a un carácter radicalmente militar debido a su situación fronteriza entre la Corona de Castilla y el Reino nazarí de Granada.

## Historia
Como la mayoría de fortalezas de esta zona andaluza, el caudillo rebelde Omar ibn Hafsún en el siglo IX la retuvo en su poder contra el Emirato de Córdoba durante algunos años hasta que volvió a las autoridades cordobesas.
La fortaleza, conquistada por el monarca Fernando III para los castellanos en 1226, sería entregada a la Orden de Calatrava en 1246, quienes se encargaron de construir la torre del Homenaje. En 1327, el Reino nazarí conquistó Priego y su castillo, reforzando sus murallas y la fortaleza. No sería hasta 1341 cuando el rey Alfonso XI el Justiciero recuperara definitivamente la villa para los castellanos. En 1370, Enrique II de Trastámara cede el señorío de la villa a Gonzalo Fernández de Córdoba y Ruiz de Biedma como I señor de Aguilar y Priego.
En 1502, una vez terminada la Guerra de Granada, los Reyes Católicos nombrarán primer marqués de Priego a Pedro Fernández de Córdoba, quien se instalará en la fortaleza y, tras el peligro de la contienda, pasará de una fortaleza militar a una residencia noble. Sufriría grandes daños durante el terremoto de Lisboa de 1755.
En 1946, el castillo fue adquirido al XVI marqués de Priego y XVII duque de Medinaceli, Luis Fernández de Córdoba y Salabert, por Víctor Rubio Chávarri para usarlo como granero. El Servicio Nacional del Trigo lo arrenderá durante décadas a la familia Rubio para abasceter la ciudad usándolo como silo hasta 1971, año en el que la fortaleza es recuperada por la familia. Finalmente, en agosto de 1996, será donado al Ayuntamiento de Priego.

## Restauración
En 2010 comenzaron unos trabajos de restauración con la intervención en el lienzo oeste de la muralla. Entre 2016 y 2017 se acometieron grandes obras de recuperación en la torre del Homenaje, en la que se recuperaron elementos medievales y se instaló una escalera para dar acceso a todas las plantas, para ser finalmente abierta al público en agosto de 2017. Paneles informativos fueron instalados en diciembre de 2019.
Otras torres y lienzos de la estructura fortificada continuaron en restauración en 2020. En febrero de 2021 comenzaron unas obras para mejorar la accesibilidad y la estética del recinto. Además, en abril de ese año la Asociación Española de Amigos de los Castillos premió la restauración «modélica y ejemplar» que se ha producido en el castillo.En febrero de 2023 se terminaron las obras de restauración del alzado suroeste.

## Estructura

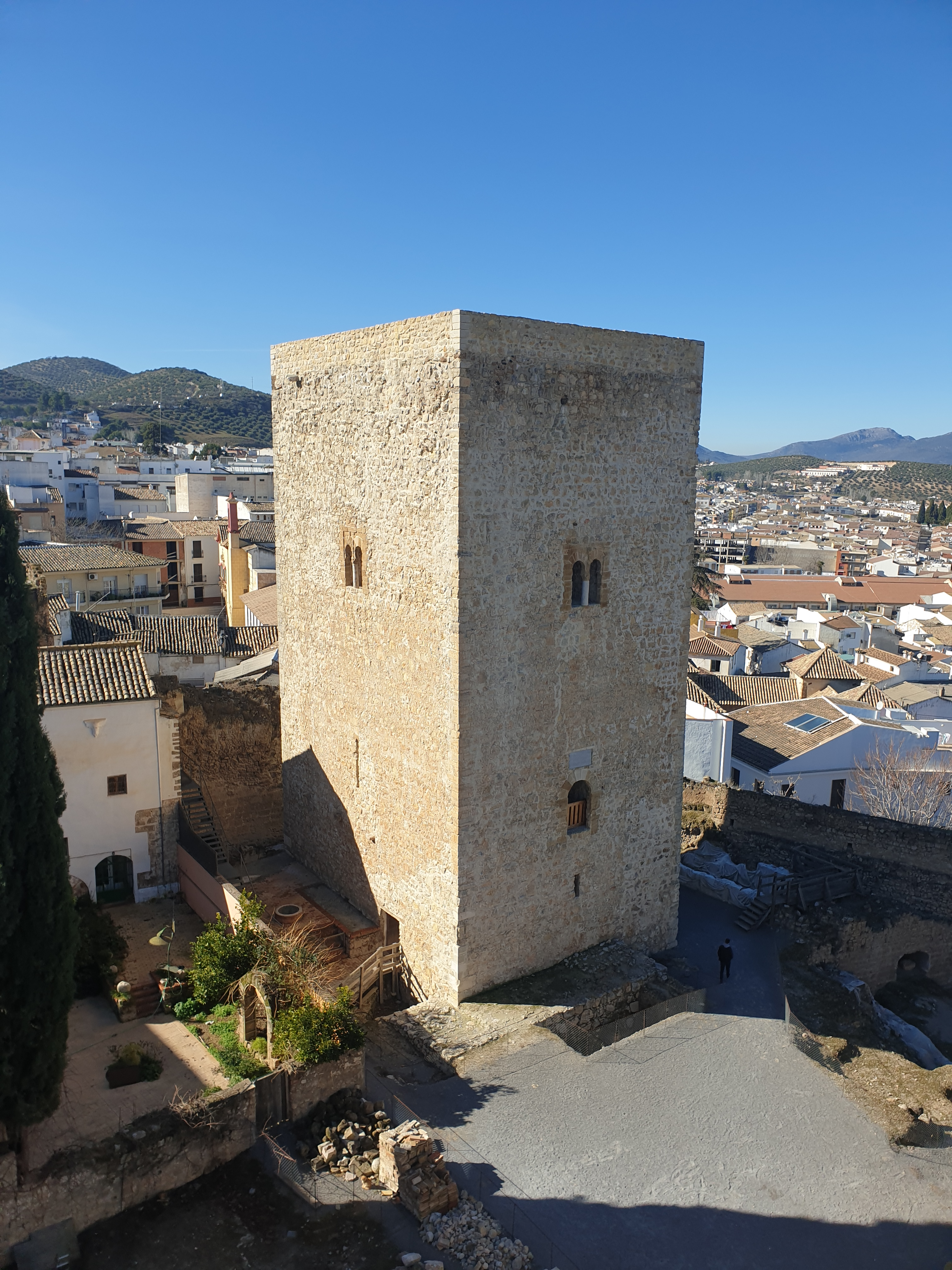
Vista de la torre del Homenaje.

Su estructura forma un perímetro amurallado, flanqueado por cinco torres cuadrangulares, además de una cilíndrica. En su entrada principal, existe un corredor con dos arcos de herradura apuntados y enmarcados con un alfiz. Además, con portón al exterior y ranura para deslizar un rastrillo. El interior del recinto de la fortaleza alberga dos aljibes de planta rectangular.
Originalmente su puerta estaba decorada con el emblema de la Casa de Aguilar, familia noble que habitó el castillo gran parte de su historia y que trasladó en 1946 el escudo original a su casa en la calle Carrera de Álvarez, número 21, una vez que venden el castillo. En 2005 se le realizó un moldeado y una reproducción fue reubicada en el castillo.

### Torre del Homenaje
La torre del Homenaje, también conocida como torre Gorda, data de la época en la que Priego se encontraba bajo la Orden de Calatrava, entre los años 1246 y 1327. Alberga el estatus de Monumento Histórico-Artístico desde 1943. Se encuentra descentrada con respecto al patio y posee una altura de 30 metros, algunos de ellos semienterrados. Consta de tres pisos cubiertos con bóvedas de cañón: la planta inferior que era utilizada como aljibe, sin acceso exterior, y abastecida por una bajante de atenores, la media cuyo uso era de almacén y la superior, la zona residencial con sus ventanas en doble arco de herradura y columnas con capitel de mocárabes, típico nazarí.